# Chiesa ortodossa russa in Italia
La Chiesa Ortodossa Russa in Italia (altro nome ufficiale: Amministrazione delle Parrocchie del Patriarcato di Mosca in Italia; in russo Русская Православная Церковь в Италии o Приходы Московского Патриархата в Италии) è una giurisdizione ecclesiastica cristiana ortodossa, facente parte dell'Esarcato patriarcale dell'Europa occidentale (in russo Патриарший экзархат Западной Европы?) del Patriarcato di Mosca, che raduna un cospicuo numero di chiese ortodosse nel territorio della Repubblica Italiana, di Malta e di San Marino. Il suo reggente temporaneo è il metropolita Nestore (Sirotenko) di Chersoneso, esarca patriarcale dell'Europa occidentale.
Con oltre 70 parrocchie attive, è la seconda diocesi più grande del Patriarcato di Mosca all'estero.

## Storia
Dopo il Grande Scisma e la separazione del Patriarcato di Roma dalle Chiese d'Oriente, la presenza ortodossa in Italia è stata per molti secoli residuale, soprattutto nel Sud Italia e, nelle città marinare come Venezia, nelle comunità di greci immigrati, specialmente dopo la caduta di Costantinopoli. Le prime presenze di ortodossi russi nel territorio italiano si sono avute a partire dal tardo XVII secolo, in corrispondenza delle aperture all'Occidente operate dall'imperatore Pietro il Grande; le comunità russe presenti sul territorio facevano riferimento generalmente alle chiese ortodosse greche già esistenti, e solo dal tardo XIX secolo s'iniziò a edificare delle chiese ortodosse all'interno delle rappresentanze diplomatiche russe in Italia. La prima chiesa, dedicata ai santi Pietro e Paolo, fu fondata nel 1783 a Venezia, all'interno di Villa delle Meraveje a Dorsoduro, dove aveva sede l'ambasciata zarista presso la Serenissima, allora retta dal general-maggiore Simeon Romanovič Vorontsev. La storia di tale chiesa fu, in realtà, di breve durata, essendo stata soppressa insieme all’ambasciata con l’invasione napoleonica e la caduta della Repubblica di Venezia nel 1797. Un'altra chiesa diplomatica, sempre dedicata ai santi Pietro e Paolo, fu aperta a Roma in via del Corso nel 1803 (tale struttura, con alterne vicende, è sopravvissuta sino ai giorni nostri: a partire dagli anni '20 del secolo scorso è sita presso Palazzo Chernyschev a Castro Pretorio, ed è stata ri-dedicata a san Nicola). Tra la fine del XIX e l'inizio del XX secolo, fu edificata la maestosa Chiesa della Natività a Firenze e, negli stessi anni, l'archimandrita Clemente (Vernikovskij), cappellano dell'ambasciata russa presso il Regno d'Italia, avviò la raccolta di fondi per la costruzione di una chiesa ortodossa a Roma. Benché i soldi fossero stati raccolti, il terreno acquisito, e i progetti preparati per realizzare una chiesa la cui cupola sarebbe simbolicamente stata più alta di quella di San Pietro (tanto che in Russia si sparse la voce che presto sarebbe stato nominato un nuovo patriarca ortodosso a Roma), i lavori non cominciarono mai a causa della Rivoluzione, scoppiata nel 1917.
Negli anni seguenti, vennero a formarsi alcune comunità di emigranti russe, la cui situazione canonica restò a lungo incerta. A partire dagli anni '60, si diffusero anche le prime missioni tra italiani, benché sempre su piccola scala, sotto la supervisione dell'Esarcato dell'Europa Occidentale del Patriarcato di Mosca, retto prima dal metropolita Antonio (Bloom) di Surozh e poi dal metropolita Nicodemo (Rotov) di Leningrado. Tra i chierici ortodossi italiani più attivi in questo periodo sotto l'omoforio della Chiesa Russa, possiamo ricordare i sacerdoti Antonio Lotti, Claudio Vettorazzo, Giovanni Basciu, Giorgio Arletti e Gregorio Cognetti, e gli ieromonaci Demetrio (Fantini), Eulogio (Hessler), Marco (Davitti) e Gregorio (Baccolini). Parrocchie vennero fondate a Milano, Bologna, Torino, Bari e Genova, come pure in Sardegna, Sicilia e Puglia. Per alcuni anni, anche i paesi di Montaner (TV) e Montalto Dora (TO), convertitisi integralmente all'Ortodossia a causa di alcuni screzi con l'episcopato cattolico, furono serviti da chierici del Patriarcato di Mosca. Nel corso degli anni '80, anche a causa della linea ecumenista del metropolita Nicodemo, che temeva di guastare i rapporti col Vaticano qualora si fosse proseguita troppo intensamente la missione ortodossa nel cuore del cattolicesimo, molti dei chierici ortodossi italiani abbandonarono il Patriarcato per altre giurisdizioni (dalla ROCOR alle molteplici giurisdizioni ortodosse non canoniche); alcuni di questi sono poi tornati al Patriarcato nel corso degli anni '90 e 2000, mentre altri hanno terminato le loro vite in soggetti di dubbio status canonico, ai margini del mondo ortodosso, provocando peraltro il naufragio di molte missioni, tra cui quelle succitate di Montalto e Montaner. Nel frattempo, l'attività del Patriarcato è continuata nel territorio italiano, anche in corrispondenza del massiccio flusso di immigrati cristiani ortodossi provenienti dai paesi dell'ex-URSS dopo la caduta di quest'ultima: nel 2001, per lo speciale interessamento dell'allora metropolita di Smolensk Cirillo (Gundjaev) e dell'ambasciata russa, furono avviati i lavori della costruzione della Chiesa di S. Caterina a Roma, riprendendo i progetti interrotti oltre ottant'anni prima; nel 2002 fu aperta una parrocchia a Venezia, e negli anni successivi molte altre città italiane furono dotate della loro chiesa.
Le parrocchie russe in Italia erano sino ad allora state amministrate dalla Diocesi di Chersoneso, una delle eparchie titolari operanti all'estero, con sede a Parigi. Il 27 dicembre 2007, per decisione del Santo Sinodo del Patriarcato di Mosca, le parrocchie italiane sono state separate dalla giurisdizione della Diocesi di Chersoneso, e costituite in una struttura canonica indipendente, il cui amministratore temporaneo avrebbe preso il titolo episcopale di Bogorodsk (antica città e cattedra episcopale nel territorio di Nizhnij Novgorod). Tra il 2008 e il 2011, sono stati creati a Roma, in edifici adiacenti la chiesa di S. Caterina, gli uffici amministrativi e l'archivio per la futura diocesi. Il 21 maggio 2012 alla struttura è stata riconosciuta la personalità giuridica da parte dello stato italiano, sotto il nome di Amministrazione delle parrocchie del Patriarcato di Mosca in Italia.
Il 28 dicembre 2018 il Santo Sinodo, nell'ambito della riorganizzazione delle strutture ecclesiastiche all'estero in seguito allo scisma tra Mosca e Costantinopoli, ha deciso la creazione dell'Esarcato dell'Europa Occidentale, con funzioni di aggregamento e coordinazione delle diverse diocesi russe nel territorio europeo, come pure dell'amministrazione delle parrocchie italiane. Il 30 maggio 2019 le parrocchie romane di S. Caterina e S. Nicola, in precedenza dipendenze dirette del Patriarca (stavropigiali), sono state portate sotto la giurisdizione dell'Amministrazione. Nella stessa seduta, il Santo Sinodo ha disposto la nomina di un vescovo vicario dell'Esarca d'Europa Occidentale, con lo specifico incarico di provvedere alla necessità pastorale delle comunità moldave in Italia, cresciute esponenzialmente negli ultimi 20 anni a causa dell'immigrazione, con la conseguente fondazione di numerose parrocchie in territorio italiano; tale incarico è stato affidato al vescovo Ambrogio (Munteanu), che ha ricevuto la sede episcopale titolare di Bogorodsk.

## Struttura dell'Eparchia
Benché non abbia ancora ricevuto lo status di Diocesi, l'Amministrazione è un soggetto canonico indipendente che lavora autonomamente come una vera e propria diocesi. Il processo di trasformazione in diocesi è iniziato nel 2011 con la creazione degli uffici amministrativi, e proseguito lentamente negli anni successivi.
La giurisdizione canonica dell'Amministrazione si estende sui fedeli ortodossi che volontariamente aderiscono alla Chiesa Ortodossa Russa nel territorio italiano, di Malta e di San Marino.
La sede amministrativa si trova a Roma, dove, in aiuto del gerarca reggente, opera il segretario dell'Amministrazione; inoltre, nel monastero di Gesso, risiede il vescovo Ambrogio di Bogorodsk per l'amministrazione pastorale delle comunità moldave, che restano comunque in seno all'Amministrazione benché sotto le cure pastorali del vescovo vicario.
Sul territorio si trovano circa settanta parrocchie e alcune piccole comunità monastiche, tra cui le più significative sono quella del Monastero di San Luca di Crimea a Gesso (Zola Predosa, BO), del Cenobio della Madonna delle Rose di Musadino (MI) e quella facente riferimento alla parrocchia di S. Massimo a Torino, i cui monaci risiedono in diversi metochi in tutto il Nord Italia. Non fa parte dell'Amministrazione la Chiesa di S. Nicola a Bari, che è rappresentanza patriarcale stavropigiale sotto la diretta amministrazione del Patriarca; così pure non ne fanno parte molte parrocchie di tradizione russa in Italia che, pur riconoscendo come proprio primo gerarca il Patriarca di Mosca, sono inserite entro diverse suddivisioni canoniche, frutto della sovrapposizione storica di più giurisdizioni russe negli stessi territori ai tempi dell'URSS (tra le più famose, citiamo la Chiesa della Natività a Firenze e la Chiesa del Salvatore a San Remo, parte della ROCOR, e il Monastero del Pantocratore ad Arona, parte dell'Arcidiocesi per le chiese di tradizione russa in Europa Occidentale).
I fedeli (circa 500.000 nominalmente) sono in massima parte provenienti dai paesi dell'ex-URSS, principalmente dall'Ucraina e dalla Moldavia, come pure in misura minore dalla Bielorussia, dalla Georgia e dal Kazakistan, sia immigrati temporanei che ormai stabilitisi da tempo in Italia, dove hanno formato famiglie, spesso miste. I fedeli propriamente provenienti dalla Russia, pur presenti in buon numero, sono relativamente una minoranza. Vi sono poi gruppi di fedeli provenienti da altri paesi di tradizione ortodossa (Albania, Etiopia, Romania etc.), come pure naturalmente un buon numero di fedeli italiani, convertitisi all'Ortodossia spontaneamente o in seguito al matrimonio con donne ortodosse (anche se, per stessa ammissione dei gerarchi, il numero di ortodossi locali è nettamente inferiore alle potenzialità, dacché negli ultimi 20 anni non è stata condotta alcuna attività missionaria strutturata). Se si eccettuano alcune comunità a spiccato carattere moldavo, la maggior parte delle parrocchia ha una composizione decisamente multietnica.
Il clero, sia secolare che monastico, conta sacerdoti russi, ucraini, moldavi e italiani, sia formatisi in loco sia chiamati all'uopo dai paesi d'origine.
Le sacre funzioni sono celebrate nel rito bizantino secondo i costumi della tradizione russa, che segue fedelmente l'antico tipico di San Saba, e osservando il tradizionale calendario giuliano (con 13 giorni di differenza dal calendario gregoriano seguito dalla chiesa cattolica e dalle chiese ortodosse greca e romena). Le lingue liturgiche ufficiali dell'eparchia sono lo slavo ecclesiastico e l'italiano (alcuni libri liturgici in lingua italiana sono stati editi a cura dell'Amministrazione a partire dal 2014). Altre lingue impiegate nel culto sono il romeno (soprattutto nelle parrocchie moldave) e il latino; in alcune comunità sono occasionalmente impiegati pure il greco e l'albanese.

## Cronotassi dei gerarchi reggenti
- Innocenzo (Vasilev) (27 dicembre 2007 - 24 dicembre 2010), amministratore temporaneo, vescovo di Chersoneso;
- Nestore (Sirotenko) (24 dicembre 2010 - 16 luglio 2013)  amministratore temporaneo, vescovo di Chersoneso;
- Marco (Golovkov) (16 luglio 2013 - 22 ottobre 2015) amministratore temporaneo, arcivescovo di Egorjevsk;
- Antonio (Sevrjuk) (26 ottobre 2015 - 29 luglio 2017), vescovo di Bogorodsk;
- Matteo (Andreev) (29 luglio - 28 dicembre 2017), vescovo di Bogorodsk;
- Antonio (Sevrjuk) (28 dicembre 2017 - 15 ottobre 2018), amministratore temporaneo, arcivescovo di Vienna;
- Giovanni (Roschin) (15 ottobre 2018 - 30 maggio 2019), vescovo di Bogorodsk; dal 28 dicembre 2018, amministratore temporaneo, vescovo di Chersoneso;
- Antonio (Sevrjuk) (30 maggio 2019 - 16 marzo 2023) amministratore temporaneo, metropolita di Chersoneso ed esarca d'Europa Occidentale; dal 7 giugno 2022, come metropolita di Volokolamsk.
- Nestore (Sirotenko) (16 marzo 2023 - oggi) amministratore temporaneo, metropolita di Chersoneso ed esarca d'Europa Occidentale;